# Пекгарт, Томаш
То́маш Пе́кгарт (чеш. Tomáš Pekhart; род. 26 мая 1989[…], Сушице) — чешский футболист, нападающий «Легии».

## Клубная карьера
Уроженец города Сушице, Пекгарт обучался футболу в школе городской команды «Сушице», а также выступал за клуб «Клатови». В 2003 году он поступил в академию пражской команды «Славия», в которой обучался до 2006 года. Летом 2006 года он отправился в Англию на стажировку в академию команды «Тоттенхэм Хотспур». Выступая за команду академии, Томаш провёл 20 игр, забив 19 мячей. В резервной команде он провёл 12 игр, но из-за травмы выбыл из строя. Один из его голов стал победным в матче против «Ланса» в ноябре 2006 года.
В августе 2008 года Пекгарт подписал контракт с «Саутгемптоном», клубом из футбольной Лиги Англии. По этому контракту, однако, игрок выступал на правах аренды до января 2009 года. 14 сентября 2008 Томаш дебютировал в составе «Саутгемптона», выйдя на замену в матче против «Куинз Парк Рейнджерс», который его команда проиграла со счётом 4:1. Первый гол он забил в игре с «Ипсвич Таун», доведя итоговый счёт до 2:2. В состав «шпор» он вернулся в январе 2009 года и снова на правах аренды отправился играть в другой клуб (на этот раз в родную «Славию», подписав с ней контракт сроком на год в самый последний день трансферного окна).
12 января 2010 ФК «Баумит Яблонец» подписал контракт с Томашом на три с половиной года. Сумма, выплаченная за переход игрока, не разглашалась. Через полгода Томаш отправился в «Спарту» на правах аренды. А с 1 июля 2011 в силу вступит контракт Томаша с немецкой командой «Нюрнберг». 28 августа 2014 года стал выступает за другой немецкий клуб — «Ингольштадт 04».

## Карьера в сборной
В сборных Чехии Томаш Пекгарт выступает с 2004 года. В составе юношеской сборной до 16 лет провёл 8 игр, забив 2 мяча. В составе команды до 17 лет участвовал в финальной части чемпионата Европы 2006 года, который проходил в Люксембурге. В её составе провёл 18 встреч, забил 7 мячей. На первенстве Европы дважды отличился на турнире и дошёл до финала. В полуфинале он открыл счёт в матче с Испанией (итого Чехия выиграла 2:0). В финале против России на третьей добавленной минуте в самом конце игры сравнял счёт и вывел игру в овертайм, но в серии пенальти Россия оказалась сильнее. Серебряные медали первенства Европы стали первой наградой Пекгарта.
На следующий год Пекгарт, как игрок сборной до 19 лет, получил право сыграть на молодёжном первенстве мира в Канаде. В составе сборной Томаш провёл 7 матчей, однако голы не забивал. В серии пенальти 1/8 финала против Японии он не реализовал свой 11-метровый, что не помешало Чехии выйти в следующий круг. В 1/4 финала в матче с Испанией в серии пенальти Пекгарт на этот раз реализовал свою попытку, что помогло Чехии выйти дальше. Славянская сборная дошла до финала, где проиграла Аргентине 1:2, пропустив второй мяч за 4 минуты до конца второго тайма.
В составе молодёжной сборной Пекгарт провёл 26 игр и забил 17 мячей, что считается рекордом для команды до 21 года в Чехии. В старшей сборной свой первый матч он провёл 22 мая 2010 против Турции.

## Статистика выступлений за сборную
| Матчи за сборную Чехии | Матчи за сборную Чехии | Матчи за сборную Чехии | Матчи за сборную Чехии | Матчи за сборную Чехии | Матчи за сборную Чехии    | Матчи за сборную Чехии |
| ---------------------- | ---------------------- | ---------------------- | ---------------------- | ---------------------- | ------------------------- | ---------------------- |
| №                      | Дата                   | Оппонент               | Счёт                   | Голы                   | Соревнование              |                        |
| 1                      | 22 мая 2010            | Турция                 | 1:2                    | -                      | Товарищеский матч         |                        |
| 2                      | 10 августа 2011        | Норвегия               | 0:3                    | -                      | Товарищеский матч         |                        |
| 3                      | 3 сентября 2011        | Шотландия              | 2:2                    | -                      | Отборочный матч ЧЕ-2012   |                        |
| 4                      | 6 сентября 2011        | Украина                | 4:0                    | -                      | Товарищеский матч         |                        |
| 5                      | 7 октября 2011         | Испания                | 0:2                    | -                      | Отборочный матч ЧЕ-2012   |                        |
| 6                      | 11 октября 2011        | Литва                  | 4:1                    | -                      | Отборочный матч ЧЕ-2012   |                        |
| 7                      | 11 ноября 2011         | Черногория             | 2:0                    | -                      | Отборочный матч ЧЕ-2012   |                        |
| 8                      | 15 ноября 2011         | Черногория             | 1:0                    | -                      | Отборочный матч ЧЕ-2012   |                        |
| 9                      | 29 февраля 2012        | Ирландия               | 1:1                    | -                      | Товарищеский матч         |                        |
| 10                     | 1 июня 2012            | Венгрия                | 1:2                    | -                      | Товарищеский матч         |                        |
| 11                     | 12 июня 2012           | Греция                 | 2:1                    | -                      | ЧЕ-2012. Групповая стадия |                        |
| 12                     | 16 июня 2012           | Польша                 | 1:0                    | -                      | ЧЕ-2012. Групповая стадия |                        |
| 13                     | 21 июня 2012           | Португалия             | 0:1                    | -                      | ЧЕ-2012. 1/4 финала       |                        |
| 14                     | 15 августа 2012        | Украина                | 0:0                    | -                      | Товарищеский матч         |                        |
| 15                     | 8 сентября 2012        | Дания                  | 0:0                    | -                      | Отборочный матч ЧМ-2014   |                        |
| 16                     | 11 сентября 2012       | Финляндия              | 0:1                    | -                      | Товарищеский матч         |                        |
| 17                     | 12 октября 2012        | Мальта                 | 3:1                    | 1                      | Отборочный матч ЧМ-2014   |                        |
| 18                     | 16 октября 2012        | Болгария               | 0:0                    | -                      | Отборочный матч ЧМ-2014   |                        |
| 19                     | 11 октября 2013        | Мальта                 | 4:1                    | 1                      | Отборочный матч ЧМ-2014   |                        |
| 20                     | 27 марта 2021          | Бельгия                | 1:1                    | -                      | Отборочный матч ЧМ-2022   |                        |
| 21                     | 30 марта 2021          | Уэльс                  | 0:1                    | -                      | Отборочный матч ЧМ-2022   |                        |
| 22                     | 8 июня 2021            | Албания                | 3:1                    | -                      | Товарищеский матч         |                        |
| 23                     | 22 июня 2021           | Англия                 | 0:1                    | -                      | ЧЕ-2020. Групповая стадия |                        |
| 24                     | 24 марта 2022          | Швеция                 | 0:1                    | -                      | Отборочный матч ЧМ-2022   |                        |
| 25                     | 16 ноября 2022         | Фарерские острова      | 5:0                    | -                      | Товарищеский матч         |                        |
| 26                     | 19 ноября 2022         | Турция                 | 1:2                    | -                      | Товарищеский матч         |                        |